# Miniature Railway Company

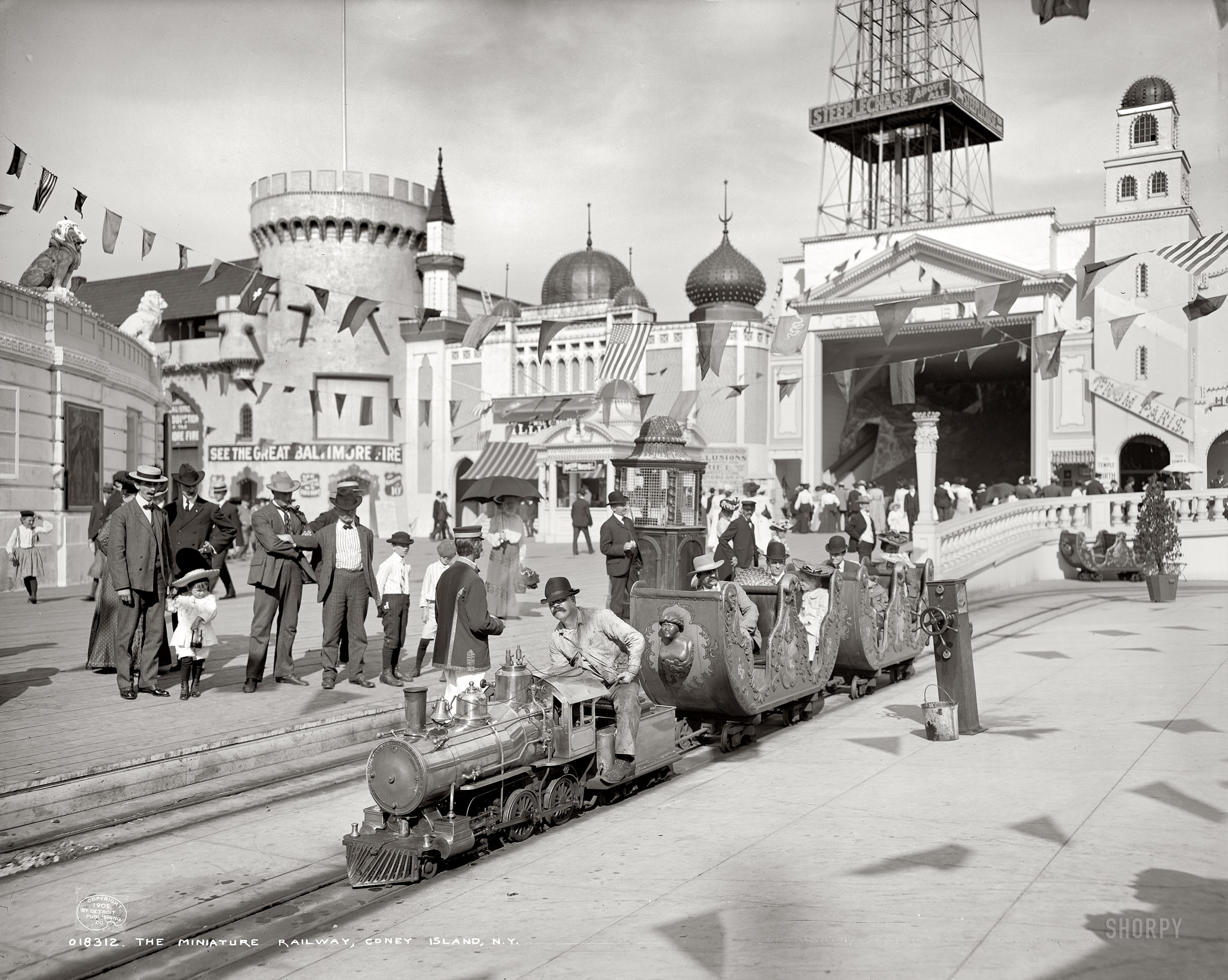
Die Parkeisenbahn von Dreamland auf Coney Island

Die Miniature Railway Company am Broadway, New York, betrieb um 1900 Parkeisenbahnen auf mehreren Weltausstellungen und lieferte diese in die ganze Welt.

## Geschichte

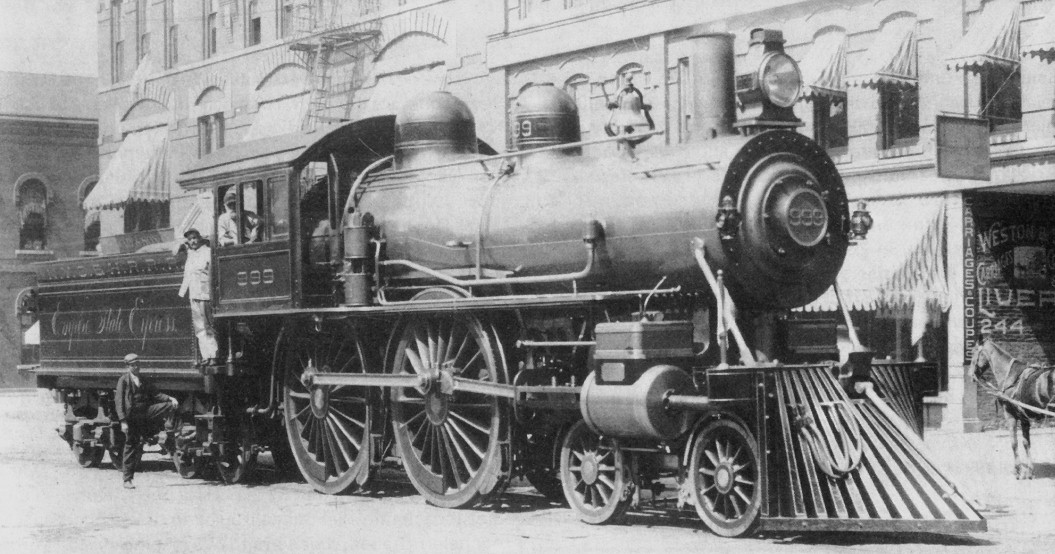
Vorbild: NYC 999 in Syracuse

Das Unternehmen wurde 1898 von Timothy Cagney und seinen Brüdern David und John gegründet, nachdem sie Anfang der 1890er Jahre in New York bereits eine Ticketvertriebsfirma namens Cagney Bros. betrieben hatten.
Sie hatten zuvor schon 1894 begonnen, erste Dampflokomotiven zu bauen, und ihre populäre 4-4-0 mit einer Spurweite von 15 Zoll war eine vereinfachtes Modell der New York Central Nr. 999, dem ersten Fahrzeug, das eine Geschwindigkeit von 100 mph (etwa 161 km/h) überschritten hat. Sie lebten in Jersey City, aber ihr Büro war in den Hausnummern 301, 407 und schließlich 74 des Broadway in New York, bis es nach New Jersey verlegt wurde.
Die Lokomotiven für die Miniature Railway Company wurden von der McGarigle Machine Company zunächst in Niagara Falls (New York) und später in Jersey City hergestellt. Diese Firma gehörte Thomas und Peter McGarigle, deren Schwester Winifred mit Timothy Cagney verheiratet war. Die beiden Unternehmen arbeiteten über mehrere Jahre sehr eng bei verschiedenen Projekten zusammen.
Ihre C-Klasse hatte eine Spurweite von 12⅝ Zoll (321 mm), die D-Klasse von 1903 hatte eine Spurweite von 15 Zoll (381 mm) und die E-Klasse von 1904 hatte eine Spurweite von 22 Zoll (559 mm).
In den 1920er Jahren übernahmen die Cagney Bros. die Parkeisenbahn-Abteilung der McGarigle Machine Company unter dem Namen Cagney Brothers’ Amusement Company Niagara Falls Plant.
Insgesamt baute die Firmengruppe etwa 1300 Lokomotiven in vielen verschiedenen Größen und Spurweiten, bevor sie 1948 das Geschäften aufgab.

## Produktpalette
Die Spezialität der Unternehmensgruppe war die Herstellung von leichten Dampflokomotiven in verschiedenen Größen und Ausführungen für viele Spurweiten. Die Lokomotiven waren auch gut als Werksbahnen geeignet, für die gewöhnliche Lokomotiven oft ungeeignet oder zu teuer waren. Waldeisenbahnen der Miniature Railway Co. waren in den südlichen Atlantik- und Golfstaaten, an den nördlichen Seen und an der Pazifikküste im Einsatz. Sie wurden nach Großbritannien, Lateinamerika, Russland, Südafrika, Japan, Thailand, Australien and Neuseeland exportiert.
Zwei der wichtigsten Installationen von Cagney waren zwei vergoldete Züge mit Dampflokomotiven für den König von Siam, und die Ausstellung Trip Around the World auf der New Yorker Weltausstellung von 1939. Eine Lokomotive wurde 1902 an die Blakesley Miniature Railway in Northamptonshire in der Nähe von Wenman Joseph Bassett-Lowkes Firma Miniature Railways of Great Britain Ltd. in Northampton exportiert, die 1904 mit der Produktion von eigenen 15-Zoll-Spur-Lokomotiven begann.

## Trans-Mississippi Expo

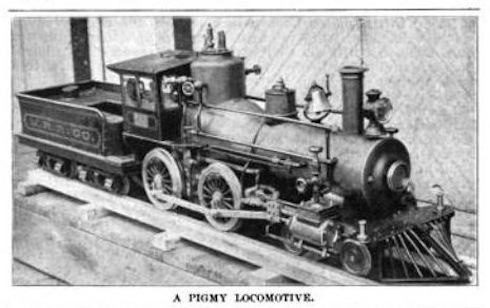
Eine 'Pygmäen-Lokomotive' für die Trans-Mississippi Expo

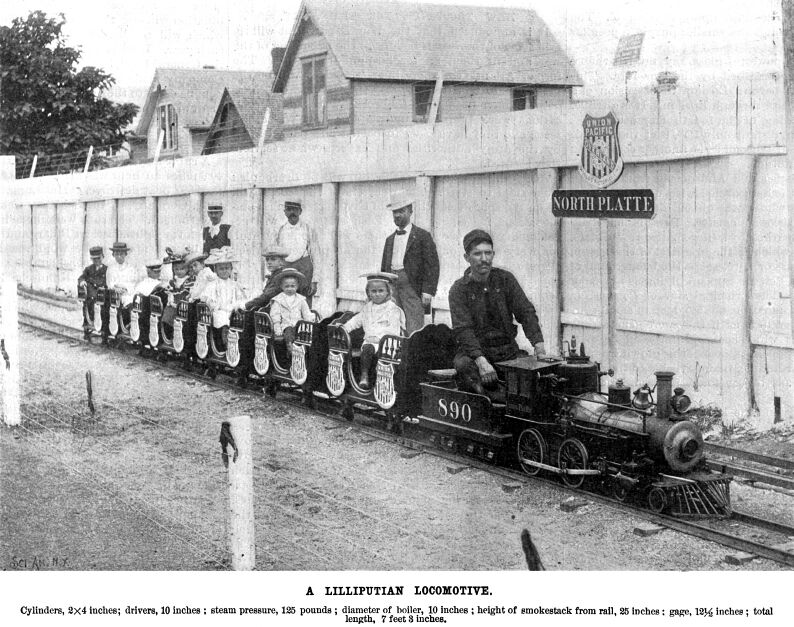
Eine 'Lilliput-Lokomotive' auf der Trans-Mississippi Expo

Die Miniature Railway Company nutzte bei der Trans-Mississippi-Ausstellung in Omaha, Nebraska vom 1. Juni bis 1. November 1898 die kleinste Lokomotive, die je von Thomas E. McGarigle für den Personenverkehr hergestellt wurde. Sie war eine von insgesamt sechs im Rahmen eines Vertrags bestellten Lokomotiven.
Die Spurweite der Lokomotive betrug 12½ Zoll (321 mm) und die Höhe von der Schienenoberkante bis zur Schornsteinspitze nur 25 Zoll (640 mm). Bohrung × Hub der Zylinder waren 2 × 4 Zoll (51 mm × 102 mm). Der Kessel wurde aus Stahl hergestellt, enthielt 24 Gallonen (110 l) Wasser, hatte eine Kapazität von 1½ PS und wurde bis 300 Pfund pro Quadratzoll (21 bar) getestet. Die Feuerkammer war 10 × 10 Zoll (250 mm × 250 mm). Das Gewicht dieser kleinen Lokomotive betrug ungefähr 600 Pfund (270 kg), und sie lief auf Schienen mit ¾ Quadratzoll (4,8 cm²) Querschnittsfläche. Zur Befeuerung wurde Steinkohle verwendet. Die Lokomotive konnte 10 Wagen mit jeweils zwei Personen oder etwa 4000 Pfund (1800 kg) ziehen. Die Lokomotive war mit Sandkasten, Glocke usw. ausgestattet und hatte eine Dampfbremse zwischen den Antriebsrädern. Der Lokführer saß quer auf dem Tender, um die Lokomotive zu bedienen. Der Maßstab des Modells, das ein sehr realistisches Aussehen hatte, entsprach etwa einem Siebtel des Vorbilds bei der New York Central.

## Pan-American Expo

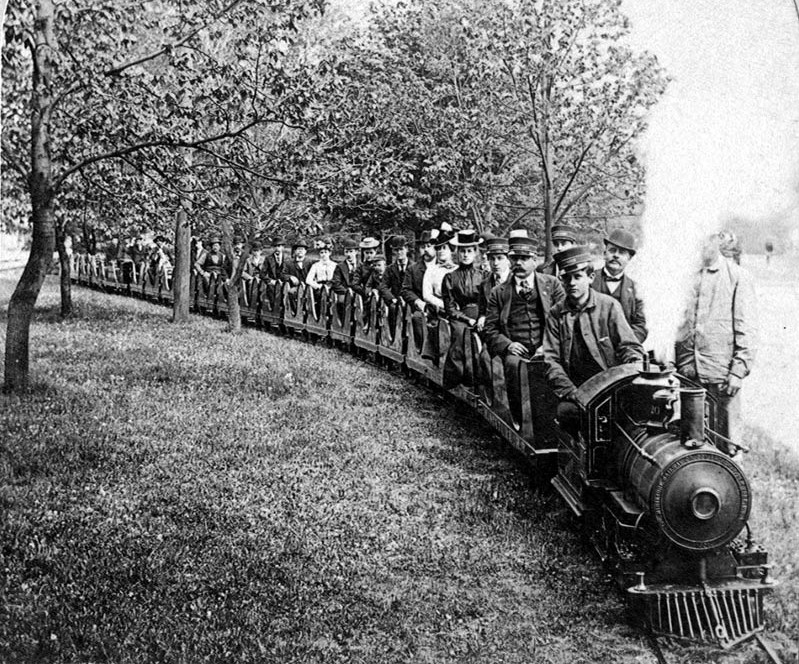
Parkeisenbahn auf der Pan-American Expo

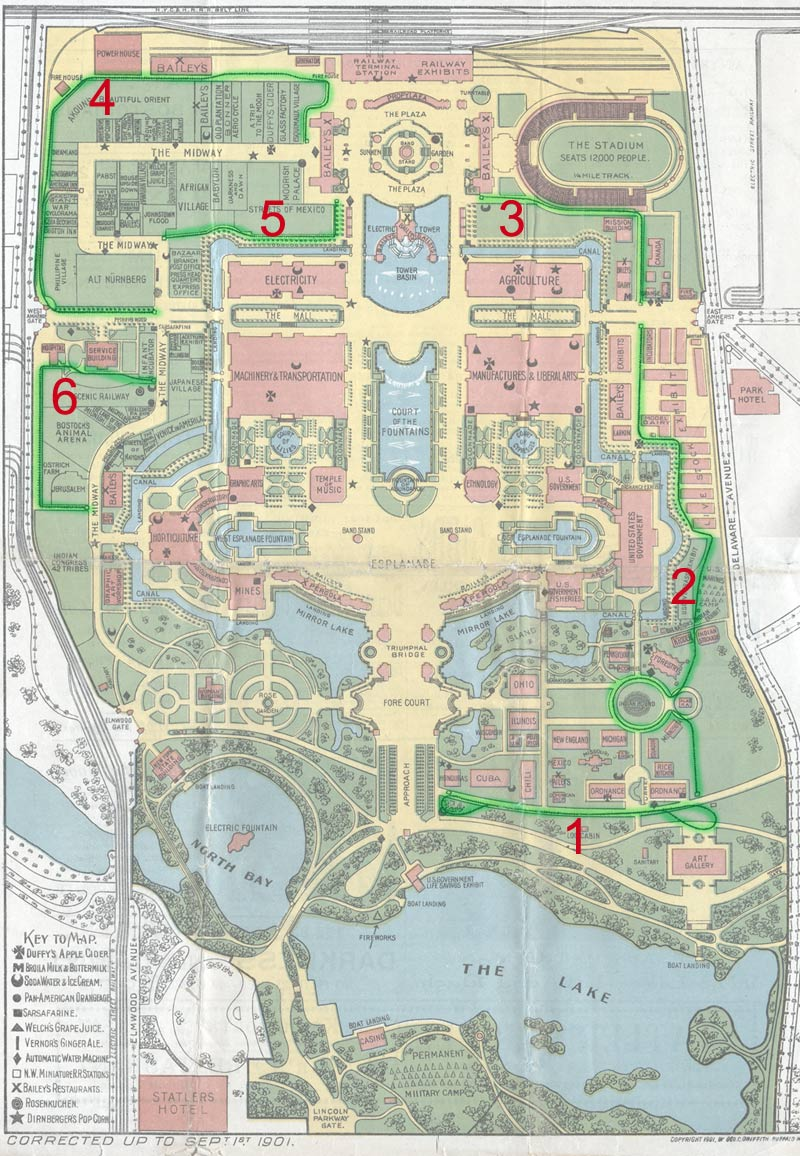
Streckenverlauf der Parkeisenbahn auf der Pan-American Expo

Die Gebrüder Cagney bauten und betrieben vom 1. Mai bis 2. November 1901 eine Miniatureisenbahn mit einer Spurweite von 15 Zoll (381 mm) auf der Pan-American Expo in Buffalo, New York. Mit einer Fahrkarte, die 10 Cent kostete, konnten die Fahrgäste kleine, offene Wagen besteigen und auf sechs Streckenabschnitten bis zum Ende der Linie fahren.
Die kohlebeheizten Dampflokomotiven der D-Klasse hatten Antriebsräder mit einem Durchmesser von 16 Zoll (410 mm), ein Gewicht von 1000 Pfund (450 kg) und eine Höhe von 36 Zoll (0,91 m) von der Schienkante bis zur Schornsteinspitze.
Der Tender für den Transport von Kohle und Wasser war 22 Zoll (0,56 m) breit. Es wog 200 Pfund (91 kg) und hatte einen Sitz für den Lokführer. Die Gesamtlänge von Lokomotive und Tender betrug 9 Fuß 6 Zoll (2,90 m). Die Wagen waren jeweils 6 Fuß (1,8 m) lang und 24 Zoll (0,61 m) breit. Sie hatten 8 Sitze für Erwachsene, wenn zwei Passagiere nebeneinander saßen.

## Charleston Expo

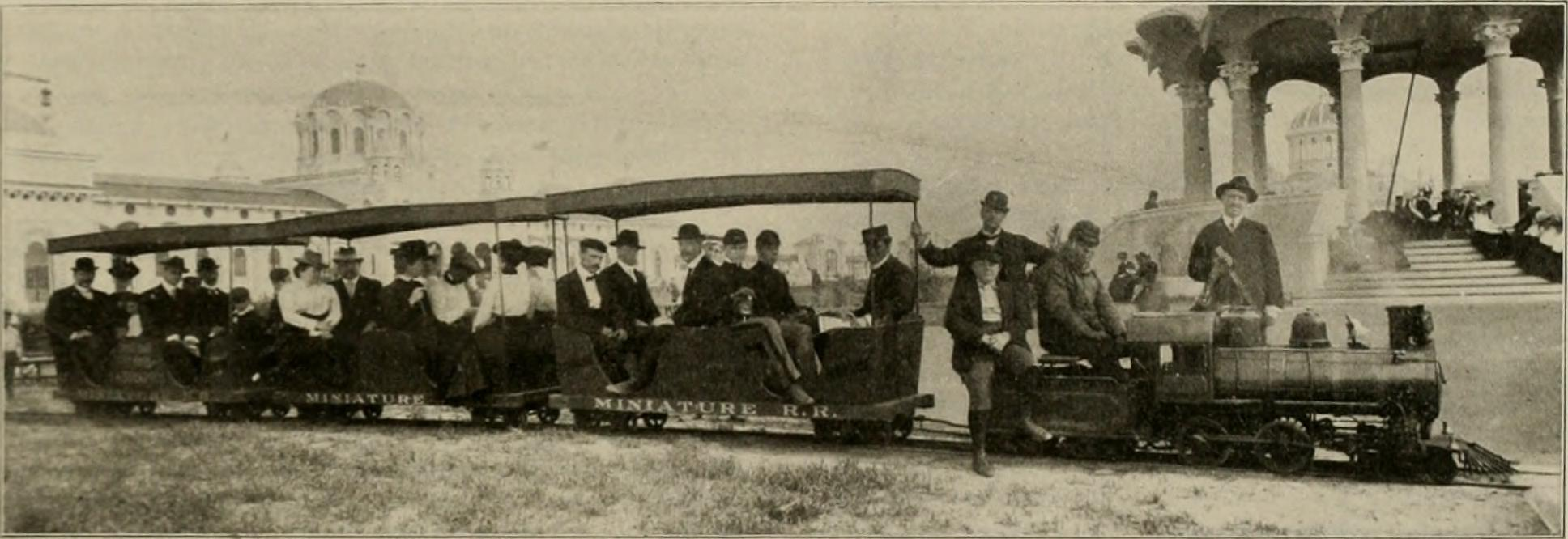
Parkeisenbahn auf der Charleston Expo, 1901/02

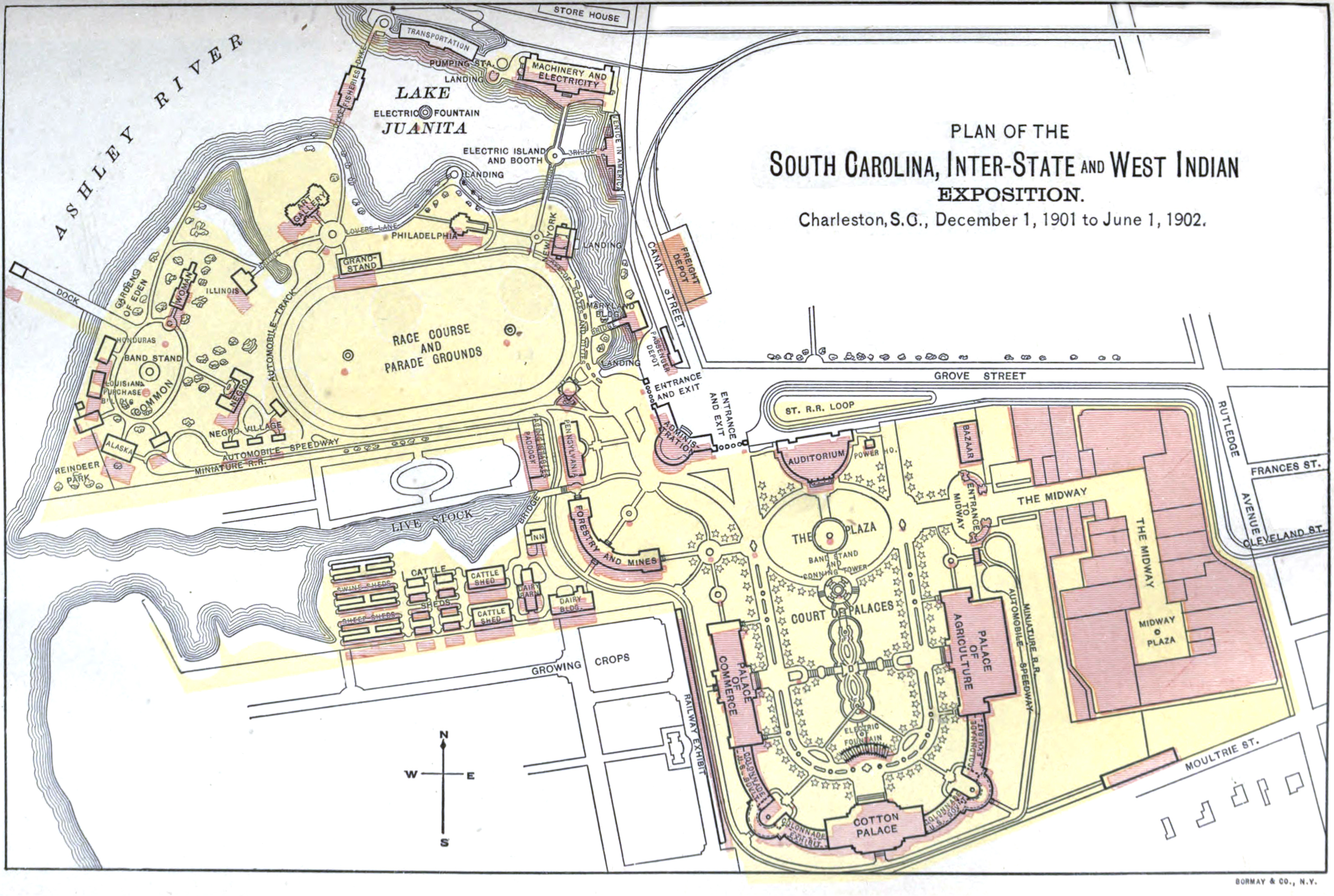
Streckenverlauf der Parkeisenbahn auf der Charleston Expos

Bei der Charleston Expo vom 1. Dezember 1901 bis zum 20. Juni 1902 gehörten die von der Miniature Railway Co. installierten Liliputbahnen zu den beliebtesten Attraktionen und bestbezahlten Vergnügungseinrichtungen auf dem Gelände. Die Strecken berührten alle interessanten Punkte von den versunkenen Gärten und dem Palasthof bis zum Tanzsaal im Verwaltungsgebäude. Die Besucher bewerteten die Miniaturzüge als unentbehrliche Annehmlichkeit und genossen die modernen Transportmöglichkeiten.
Die Einrichtung bestand aus einer in allen Aspekten detailgetreu einer transkontinentalen Expresslokomotive nachempfundenen Dampflokomotive mit angehängtem Schlepptender mit einer Gesamtlänge von 9 Fuß 11 Zoll (3,02 m), einem Gewicht von 1200 Pfund (540 kg) sowie Wagen mit einer Länge von 6 Fuß (1,8 m) und einer Breite von 24 Zoll (0,61 m) sowie einem Gewicht 125 Pfund (57 kg). Im Vergleich zum Vorbild war es vorteilhaft, dass es weder Gepäckträger gab, denen man ein Trinkgeld zahlen hätte müssen, noch irgendwelche Männer mit Megaphonen, die einem Magazine oder Kaugummis angeboten hätten.

## Louisiana Purchase Expo

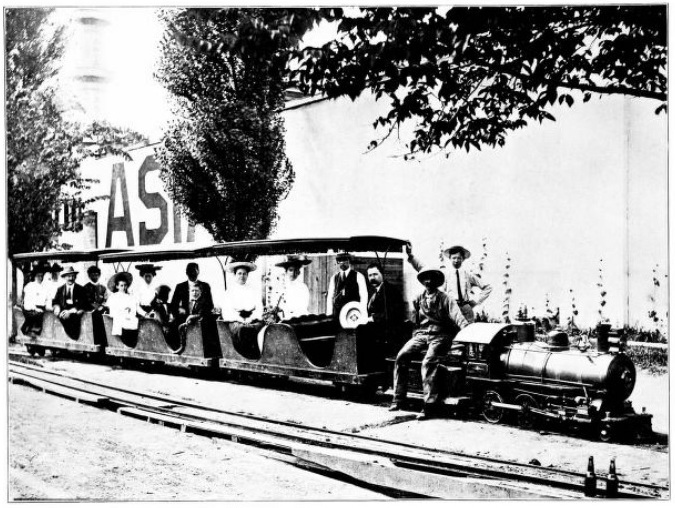
Parkeisenbahn der Gebrüder Cagney

Im Jahr 1903 bauten die Cagney Bros. Co. die 13 km lange Miniatureisenbahn auf dem Gelände der Louisiana Purchase Expo und betrieben diese vom 30. April bis zum 1. Dezember 1904 mit maßstabsgerecht verkleinerten Dampflokomotiven, die mit Kohle beheizt wurden. Es gab zwanzig 4-4-0-Lokomotiven mit 15 Zoll (381 mm) Spurweite und vier 4-4-0-Lokomotiven mit 22 Zoll (559 mm) Spurweite als öffentliche Verkehrsmittel auf dem Messegelände. Diese konnten jeweils bis zu 30 Fahrgäste transportieren. Timothy Cagney wurde als Präsident und Peter McGarigle als Chefingenieur aufgeführt.
Die beiden Strecken führten über unterschiedliche Gebiete des Ausstellungsgeländes: Ein 1,6 km langer Streckenabschnitt führte außerhalb der Street of Concessions dem Pike entlang. Er lag neben dem Granit-gepflasterten Lindel Boulevard. Ein anderer führte auf dem Olympia Way von der Skinker Road bis zur Model Indian School. Er bediente das Philippino-Reservat in der Nähe des Landwirtschaftspalastes.